# Топальська сотня
Топальська сотня — адміністративно-територіальна і військова одиниця Ніжинського та Стародубського полку Гетьманщини. Створена 1649. Центр — м. Топаль.

## Історія
Топальська сотня існувала з 1648 по 1781 рік. Заснована на території Речі Посполитої після Визвольної війни Богдана Хмельницького. З часу заснування до 1663 — у складі Ніжинського полку, з 1663 до часу анексії Гетьманщини з боку Росії (1781) — у складі Стародубського полку.
Із топальських козаків — відомий письменник-полеміст Семен Дівович.
У 18 столітті на території сотні засновано цілу групу слобід московських людей — старообрядців. У ХХ столітті це дало привід уряду РСФСР здійснити анексію території Топальської сотні та всього Стародубського полку на користь сучасної Російської Федерації. Щоправда, значна частина сотенної території таки залишилася у складі України, в Семенівському районі Чернігівської області.

## Географія
Топальська сотня — одна з найбільших у Стародубському полку. Займала береги річки Снов та її приток: Ірпи, Ревни, Трубежу та Ваги.

## Топальські сотники
- Роман Васильевич Ромаскевич, 1654—1657.
- Михайло Рубець, 1669; 1672—1673.
- Терех Семенович, 1672.
- Федір Кольчевський, 1687—1690.
- Григорій Кожуховський (Ференсбах), 1699.
- Федір Модзолевський, 1700—1704.
- Станіслав Палубинський, бл. 1706.
- Федір Коровка-Вольський, 1706—1708.
- Федір Скоробогатий, 1708—1713.
- Клим Янжул, 1713—1718.
- Пилип Данченко, 1726—1735.
- Михайло Янжул (син Клима Янжула), 1735—1751.
- Григорій Рубець, 1758—1769.
- Василь Рубець, 1772—1782.[1]